# Roger Blay
Pour les articles homonymes, voir Blay (homonymie).
Roger Blay, né le 9 décembre 1937 à Sherbrooke et mort le 24 juillet 2014 à Montréal, est un acteur québécois.

## Biographie
Il est diplômé de l'École nationale de théâtre en 1964.

## Filmographie
- 1959 : La Femme image
- 1982 : La Quarantaine : Le King
- 1983 : Lucien Brouillard : Jacques Martineau
- 1984 : L'Hôtel New Hampshire (The Hotel New Hampshire) de Tony Richardson : Arbeiter
- 1996 : Joyeux Calvaire : L'avocat
- 2012 : Le Torrent : Un clochard

### Télévision
- 1977 : Duplessis (feuilleton TV) : Adélard Godbout
- 1978 - 1981 : Race de monde (série télévisée) : M. Belhumeur
- 1979 : Riel (TV) : Dumont
- 1981 : Les Fils de la liberté (feuilleton TV) : Le major Hubert
- 1987 - 1990 : L'Héritage (série télévisée) : Edgar Rousseau
- 1991 - 1992 : Jamais deux sans toi (série télévisée) : Antonio Labrie
- 1994 : Les grands procès : Juge
- 2002 - 2003 : Les Super mamies (série télévisée) : Georges Dion

## Récompenses et Nominations

### Nominations
- Rôle dans Louis Riel ; Gabriel Dumont, chef des métis, dans la catégorie du "meilleur acteur de soutien"[réf. nécessaire]